# Saco vesico-uterino
En la anatomía femenina, el saco vesico-uterino (o vesicouterino), también llamado excavación vesico-uterina (o vesicouterina), saco útero-vesical (o úterovesical), o excavatio vesicouterina, es un segundo saco (más superficial) formado del peritoneo sobre el útero y la vejiga, continuado sobre la superficie intestinal y fondo del útero a su superficie vesical, el cual cubre la unión del cuerpo y el cérvix del útero, y luego a la vejiga. Este saco es un punto importante de referencia anatómico para la endometriosis crónica. En esta región está la causa de dolor en mujeres de edad fecunda. Este saco es también un factor importante en un útero inverso, el cual frecuentemente puede complicar el embarazo.
El saco vesico-uterino está cerca al fórnix anterior de la vagina.